# Royaume de Kotte
1412–1597
Entités précédentes :
- Royaume de Gampola
- Royaume de Raigama

Entités suivantes :
- Ceylan portugais
- Royaume de Sitawaka

Le royaume de Kotte (en singhalais : කෝට්ටේ රාජධානිය, Kōṭṭē rājadhāniya) est une monarchie qui a existé au XVe siècle. Le royaume était centré sur sa capitale forteresse Sri Jayawardenapura Kotte, l'actuelle capitale du Sri Lanka.

## Étymologie
Le mot Kotte est hérité du mot malayalam Kōttei, qui signifie « forteresse ».
Le nom Kotte a été introduit par Nissankamalla Alagakkonara, un Indien de Kanchipuram, du Tamil Nadu, et qui est le fondateur de la ville-forteresse.

## Histoire

### Fondation

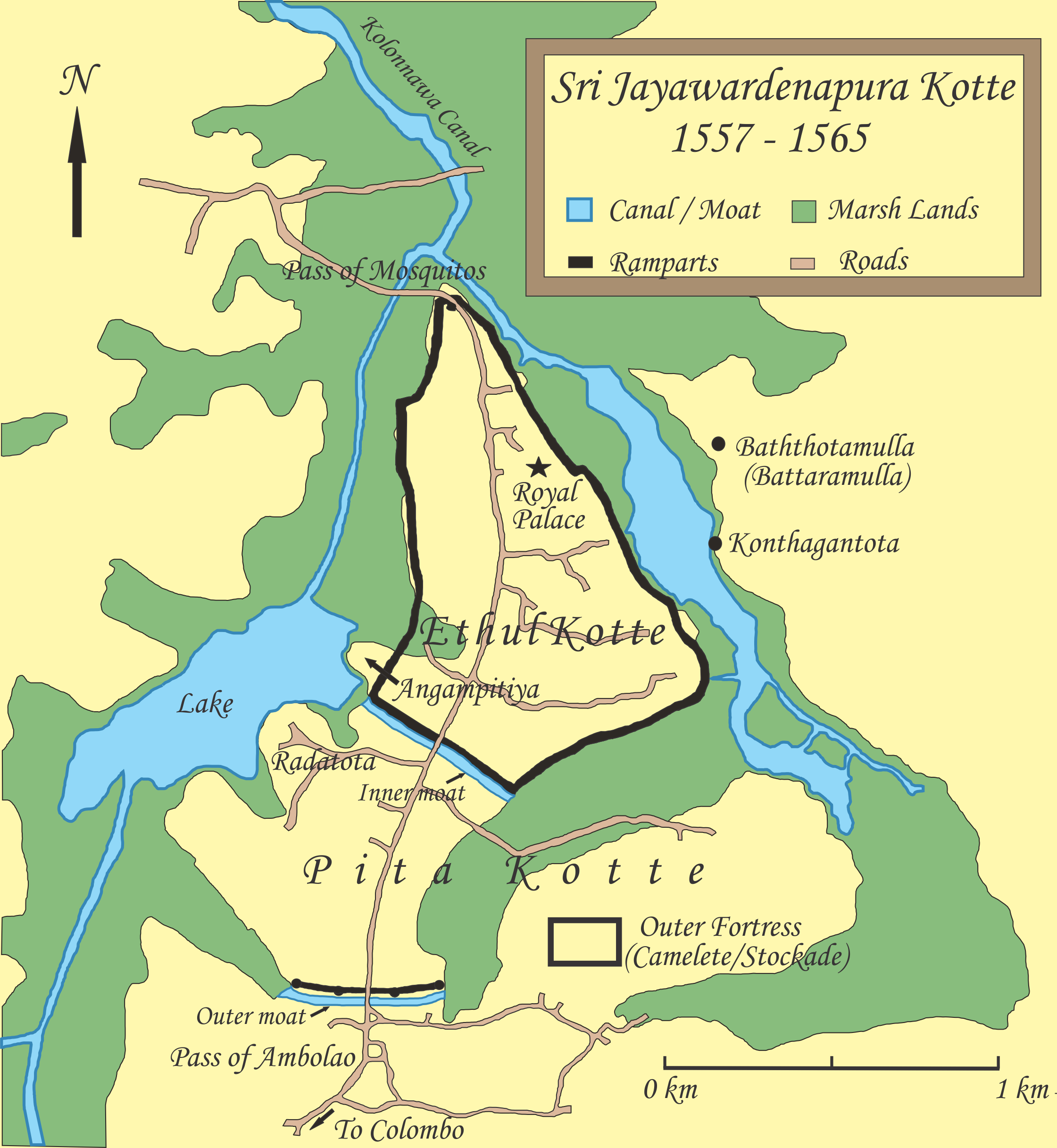
Sri Jayawardenapura Kotte

Pendant le règne de Vikramabahu III de Gampola, le ministre Alakesvara (1370-1385), du clan Alagakkonara ordonna la construction d'une ville forteresse pour contrer les invasions maritimes des sud-indiens.
La forteresse a été rapidement mis à l'épreuve face à l'amiral Zheng He de la dynastie Ming, en l'an 1410, lors de la guerre Ming-Kotte.
Parakramabahu VI fit de Sri Jayawardenapura Kotte sa capitale en 1412.

## Force militaire
L'armée de Kotte a été très liée à la mise en place du Royaume, et sa disparition. Les poèmes écrits à cette époque donne beaucoup de détails sur les forces armées.
Avant l'arrivée des portugais, il n'y avait aucune trace de possession d'arme à feu dans le royaume.

### Régiments
L'armée était divisé en quatre régiments :
- Ath – régiment d'éléphants ;
- Ashwa – régiment de chevaux ;
- Riya – régiment de chariots ;
- Pabala – régiment d'infanterie.

### Victoires militaires majeures
- Capture de Jaffna en 1450, qui était la capitale du royaume de Jaffna.
- Capture des Vannimai : les tribus étaient alors des subordonnées du Royaume.
- Reduit à néant la rébellion des plaines du centre du pays, lancée par Jothiya Situ.
- Invasion d'un port indien du royaume de Vijayanagara en réponse au pillage d'un navire appartenant au royaume de Kotte.

## Litterature
La littérature est un domaine qui s'est largement développé dans le royaume de Kotte.

### Grand moines poètes de l'ère Kotte
- ven Thotagamuwe Sri Rahula Thero (en)
- ven Waththawe
- ven Weedagama Maithree

### Travaux artistique reconnus de cette ère
Poèmes Sandesha :
- Kokila Sandesha
- Paravi Sandesha
- Gira Sandesha
- Salalihini Sandesha
- Hansa Sandesha
- Nilakobo Sandesha

Autres poèmes :
- Lowada Sangarawa
- Buduguna Alank araya
- Gutthilaya
- Kawyashekaraya
- Parakumba Siritha
- Saddharmarathnakaraya (en)

## Dans la culture populaire
- L'épisode 6 de la série Il était une fois... les Explorateurs parle de l'histoire de l'explorateur Zheng He allant au royaume de Kotte.